# Скляна промисловість України
Скляна промисловість — одна з базових галузей економіки України, яка відіграє важливу роль у формуванні макроекономічних показників окремих регіонів і держави загалом.

## Галузі
- виробництво листового скла, включаючи армоване, пофарбоване, забарвлене тощо;
- формування та оброблення листового скла (виробництво листового загартованого та багатошарового скла, виробництво скляних дзеркал, виробництво склопакетів);
- виробництво ємностей зі скла (виробництво пляшок та інших ємностей зі скла та кришталю, виробництво чарок, іншого столового та кухонного посуду зі скла та кришталю);
- виробництво скловолокна (виробництво скловолокна, в тому числі скловати, нетканих матеріалів з нього, виробництво тканин зі скловолокна, виробництво волоконно-оптичного кабелю для передавання кодованих даних);
- виробництво лабораторних, гігієнічних, фармацевтичних скляних виробів, скла для наручних та інших годинників;
- виробництво оптичного скла і оптичних елементів без оптичного оброблення, деталей для біжутерії, електроізоляторів і скляної ізоляційної арматури, скляних блоків для мостіння, скляних трубок і стрижнів, колб для ламп тощо;
- монтаж, ремонт та формування скляних труб, трубок та трубопроводів на промислових підприємствах;
- виробництво медичних інструментів;
- виробництво оптично оброблених елементів;
- виробництво іграшок зі скла.

## Історія
Перший період розквіту скляної промисловості в Україні припадає на ХІ – ХІІ століття, коли виробництво скла, зокрема, скляних прикрас набуло масового характеру і розвивалося в найбільших торговельних центрах – Києві, Чернігові, Любечі, Галичі.
У XIV- XVI століттях на зміну ремісничим майстерням приходять перші мануфактурні підприємства – гути. Найперші гути з’являються у Белзькому, Городецькому, Любачівському староствах на західноукраїнських землях.
У XVII столітті з'являються гути в Львівському старостві, на Закарпатті (поблизу Мукачева), а головні на Волині, Київщині й з другої половини XVII століття на Лівобережній Україні та на Слобожанщині. Під кінець XVII століття на Лівобережжі працювало 25 гут, на яких виготовлялося віконне скло, різноманітний посуд (зокрема аптечний), пляшки тощо, а також кришталеве та оптичне скло.
Наприкінці ХІХ століття постали великі скляні заводи на Донбасі, які працювали на мінеральному паливі (у Лисичанському і Костянтинівці). Станом на 1913 рік на Донбасі виготовлялося 2/3 продукції українського скла. Перед початком Першої світової війни на Донбасі було 10 скляних заводів,а на Правобережжі - 17, найбільші з них: Рокитянський, Романівський (Новоград-Волинський), Мірчанський (Київ).
Після занепаду під час революції скляна промисловість почала відроджуватися у 20-х роках. У 1928 — 1929 роках, на території Правобережної України діяли 14 скляних заводів.

### Друга світова війна
Під час Другої світової війни скляна промисловість знову зазнала занепаду, але поступово відновилася і модернізувалася. Частка УРСР в загальносоюзній продукції скляної промисловості складала у 1970 році — 22,0%, у 1974 — 25,8%. На початку 70-х років в УРСР налічувалося близько 60 підприємств скляної промисловості, у тому числі 6 заводів з виробництва листового і технічного скла, 14 — сортового посуду, 8 — пляшок, 6 — тарного скла, 9 — дзеркал. Скляна промисловість була зосереджена передусім на Донбасі (тут вироблялося 95% продукції віконного скла). Найбільші заводи: Костянтинівський пляшковий завод, Костянтинівський склоробний завод (заснований 1897), Костянтинівський завод «Автоскло» (з 1897), Лисичанський (з 1935), Львівський, Запорізький склоробний, Херсонський скляної тари, Дзеркальна фабрика в Одесі, завод художнього скла в Києві.

### Після відновлення незалежності
Після здобуття Україною незалежності і з переходом до ринкової економіки виробництво усіх видів скла в Україні скоротилося. Виробництво віконного скла становило у 1990 році 52 млн м2, а у 2007 році становило близько 20 млн м2. Обсяги виробництва полірованого скла скоротилися від 7,8 до 4 м2, а армованого скла від 3,5 до 0,1 м2.
У Київській області в 2019 році планується будівництво найбільшого в Європі заводу з виробництва скла потужністю 600 тонн на добу, в який буде інвестовано понад 300 млн євро. Завод зводитимуть за кошти американських інвестицій. Керівником проєкту призначили президента групи компаній “Агромата” Олександра Моляку. Зазначається, що спорудження підприємства триватиме близько двох років.
У березні 2019 року Чернігівська обласна рада надала дозвіл на користуванням родовищем кварцових пісків “Вершини” товариству з обмеженою відповідальністю “Сенд Індастрі” з метою побудови заводу з виробництва листового скла. Станом на перший квартал 2019 року в Україні відсутнє виробництво листового скла, тож його доводиться імпортувати. 
Проєкт реалізують компанія “Стюарт інжиніринг” (США) та Швейцарський фонд P-Build Holding AG, а обсяг інвестицій складає 250 млн доларів США. Добуватиме пісок ТОВ “Сенд Індастрі”, а компанія “Стюарт інжиніринг Україна”, будуватиме підприємство в с. Ваганичі, де у 70-х роках XX століття були розвідані великі поклади кварцового піску.
Підприємство збудують у місті Городня на території колишнього аеродрому. Потужність підприємства становитиме 600 тонн скла на добу. На заводі виготовлятимуть листове скло та склопакети, а також розглядається можливість виробництва автомобільного скла для провідних європейських автовиробників.
Чисельність персоналу на заводі становитиме 250 осіб, та ще 100 на видобутку піску. Частина фахівців пройде стажування в Європі й США. Підприємство планується збудувати за 3 роки.

## Підприємства
- Костянтинівський завод «Автоскло» імені Бондарева
- Костянтинівський склоробний завод
- Костянтинівський пляшковий завод імені 13-ти розстріляних
- Запорізький склоробний завод
- Бережанський склозавод
- Рокитнівський скляний завод
- Романівський склозавод
- Костопільський завод скловиробів
- Лисичанський склозавод
- Херсонський завод скляної тари
- Мар'янівський склозавод
- Биківський склозавод
- Житомирський завод «Біомедскло»
- Львівський склозавод
- Бучанський завод склотари
- Гостомельський склозавод
- Ізюмський завод офтальмологічної лінзи
- Ізюмський приладобудівний завод
- ПАТ «Склоприлад»
- Полтавський завод медичного скла
- Пролетарій (склозавод)
- Вільногірське скло
- Попаснянський скляний завод[3]
- Мереф'янський скляний завод[4]

Колишні
- Завод “Галичскло”, Львів[5]

## Пов'язані події
- День скловиробника